# Лехарчиле
Лехарчиле (груз. ლეხარჩილე) — село в Грузии, на территории Цаленджихского муниципалитета края (мхаре) Самегрело-Верхняя Сванетия.

## География
Село находится в западной части Грузии, к востоку от реки Чанисцкали, на расстоянии приблизительно 5 километров (по прямой) к северо-востоку от города Цаленджиха, административного центра муниципалитета. Абсолютная высота — 267 метров над уровнем моря.

## Население
По результатам официальной переписи населения 2014 года, в Лехарчиле проживало 176 человек (78 мужчин и 98 женщин). В национальной структуре населения грузины составляли 100 %.
| Год  | Население, человек |
| ---- | ------------------ |
| 2002 | 292                |
| 2014 | ↘ 176              |